# Max Steel
Max Steel este un serial animat de televiziune coprodus de Mattel, Nerd Corps Entertainment și FremantleMedia Enterprises. Este o reimaginare a predecesorului din 2000, fiind de asemenea bazat pe figurina de acțiune Mattel tot cu același nume. Serialul a avut premiera pe 25 martie 2013 pe Disney XD.

## Personaje

### Principale
- Maxwell "Max" McGrath/Max Steel este protagonistul serialului, un adolescent care se poate transforma în supereroul Max Steel.
- Barro Aksteel X377/Steel este un extraterestru care este partenerul lui Max McGrath.

### Aliați
- Comandantul Forge Ferrus este mentorul lui Max.
- Ja’em Mk’rah/James "Jim" McGrath este tatăl lui Max McGrath.
- Molly McGrath este soția lui Jim McGrath și mama lui Max McGrath.
- Sydney Gardner este prietena lui Max.
- Kirby Kowalski este prietenul lui Max.

### Inamici
- Miles Dreed este unul dintre fondatorii N-Tek. El la ucis pe Jim Mcgrath, tatăl lui Max. Este cel mai periculos om de pe planetă Dreed și poate absorbi energia Turbo. La finalul sezonului 1 el a fost upgradat de Makino.

- Jason Naugth este laceul lui Dreed. El are o armură specială. A încercat să-l trădeze pe Dreed de două ori.

- Elementorul Foc este un Ultralink cu puteri de foc. Poate controla focul. El a fost primul pe care sa luptat cu Max. Se înfurie foarte repede. Se poate transforma în bilă de foc.

- Elementorul Pământ este un Ultralink cu puteri de pământ. El are pietre în loc de creier și este cel mai idiot dintre elementori. Fiindcă corpul lui e făcut din pământ poate lovi mai tare decât toți. Poate să intre sub pământ și să se deplaseze foarte repede. Poate controla pământul și să facă un bic.

- Elementorul Apă este un Ultralink cu puteri de apă. El e rapid sub apă și are o coadă. Este deștept și foarte urât. Se poate transforma în apă și să se strecoare pe sub pietre.